# Fahrenbach
Fahrenbach település Németországban, azon belül Baden-Württembergben. Lakosainak száma 2723 fő (2023. december 31.).

## Népesség
A település népessége az elmúlt években az alábbi módon változott:
| Lakosok száma | 1976 | 2239 | 2315 | 2435 | 2471 | 2778 | 2881 | 2880 | 2750 | 2723 |
|               | 1961 | 1967 | 1974 | 1980 | 1987 | 1993 | 2000 | 2006 | 2013 | 2023 |